# مراد العنزي
مراد ناصر عبيد العنزي لاعب كرة قدم سعودي يلعب في نادي الغوطة معار من نادي الطائي كلاعب مهاجم.

## مسيرة اللاعب
بدأ في نادي الطائي وأعير إلى نادي الغوطة في عام 2024.